# Assemblée constituante éthiopienne
L'assemblée constituante éthiopienne de 1994 fut la première assemblée constituante éthiopienne. 
Elle était composée de 547 députés élus lors d'une élection multipartite organisée le 5 juin 1994. Elles furent remportées par le Front démocratique révolutionnaire du peuple éthiopien qui remporta 484 sièges ; toutefois, plusieurs partis de l'opposition avaient boycotté le scrutin. La coalition était menée par Meles Zenawi. L'assemblée adopta une nouvelle constitution afin de remplacer celle de 1987. La constitution adoptée est toujours en vigueur en Éthiopie.